# Jorge Grundman
Pour les articles homonymes, voir Grundman.
Jorge Grundman Isla, né en 1961, est un compositeur de musique classique, musicologue, musicien et professeur espagnol qui a permis la redécouverte de la musique de Robert Kahn et Adalbert Gyrowetz entre autres par le biais de la fondation musicale sans but lucratif qu'il a créée.

## Développement musical
Grundman fait son entrée dans le monde de la musique à l'âge de 12 ans et achève sa première composition à l'âge de 14 ans alors qu'il est encore scolarisé. Il commence des études de solfège, de piano et de chœur au Real Conservatorio Superior de Música de Madrid avec Carmen Ledesma au département du professeur Joaquín Soriano. Au début de sa carrière, Grundman prend part à des groupes de pop dans lesquels il est chanteur, claviériste, compositeur et arrangeur. Sa chanson Yo lo intentaría una vez más figure en 1983 dans les classements musicaux des radios FM espagnoles. Il se retire de la scène musicale jusqu'en 1999 lorsqu'il sort The Sons Of The Cold, air qui se place en tête des classements de musique New Age sur l'ancien site MP3.com. À partir de ce moment et en raison de la popularité du programme Payback for Playback que diffuse MP3.com, Grundman commence à collecter des fonds avec sa musique à destination de Médecins sans frontières. Il crée une maison de disques appelée « Non Profit Music » et plus tard une fondation du même nom, destinée à promouvoir la musique contemporaine consonante et à collecter des fonds pour des causes humanitaires.
Ses œuvres ont été interprétées et radiodiffusées principalement aux États-Unis, au Canada, à Londres, en France, au Japon, au Brésil et en Espagne.

## Interprètes
De nombreux solistes et ensembles ont interprété la musique de Grundman comme le Quatuor Brodsky, Ara Malikian, Daniel del Pino Gil (es), Susana Cordón, Jirí Bárta, le B3 Classic Trio, le trio Arbós, le Blau Kamara Quartet, le Winchester Orchestra of San José, l'Orquesta Sinfónica Nacional d'Ecuador, l'Orquesta de Cámara de España ou Music Chamber Orchestra caritatif. Ses œuvres ont été créées dans des salles de concert telles que l'Auditorium national de musique de Madrid, le Teatro Nacional of Brasilia, la Trinity Cathedral of California, le West Valley College Theater ou l'Iglesia La Dolorosa de Quito entre autres.

## Style
La musique de Grundman n'appartient pas à un style d'avant-garde. Plus proche de la musique tonale que néoromantique, sa musique est à prédominance émotionnelle en raison de son utilisation extensive d'accords mineurs de tonalité relative et consonante.
Dans son enfance, il a été membre de plusieurs groupes de pop en Espagne et plus tard, il oriente son écriture musicale vers la musique New Age. Il écrit également de la musique pour le cinéma et des spectacles de télévision et juste quand il apparaît sur la scène classique, il réalise une fusion de tous ces éléments avec sa touche personnelle.

Son style a été comparé à celui de Malcolm Arnold, Federico Mompou ou même au compositeur de film John Barry. Dans un entretien avec Phillip Scott pour Fanfare Magazine, Grundman parle de la musique consonante et dit : 

« …Dans la seconde moitié du XXe siècle, de nombreux compositeurs ont préféré écrire pour un petit groupe d'individus et ont perdu le contact avec le public plus général. L'idée de la musique comme art de communication a été ignorée. Pourtant, la musique est le seul art qui n'existe pas jusqu'à ce qu'il soit interprété. Pour atteindre son potentiel maximum, le compositeur, l'interprète et le public doivent parler la même langue. Dans de nombreux pays, cette approche cérébrale de la composition est maintenant oubliée et les compositeurs sont revenus à la musique consonante. Par ailleurs, je ne veux pas dire simplement consonante dans son sens harmonique mais dans le sens que tous les participants de l'expérience — compositeur, interprète et le public — sont au même niveau. »

 Ainsi, sa musique a été caractérisée dans le magazine Sinfonía Virtual comme « Fenomenología Concertante ».

## Créations récentes
En avril 2011, Grundman reçoit commande du XVIIe Festival Internacional de Música de Toledo et compose sa sonate pour flûte et piano intitulée Warhol in Springtime. Selon la partition, cette musique a été conçue comme un collage d'image de pop art à la Andy Warhol et doit durer 15 minutes en hommage à la célèbre phrase de l'artiste. D'autre part, sa sonate pour violon et piano, What Inspires Poetry, dédiée au compositeur Marjan Mozetich, est diffusée par de nombreuses stations de radios américaines.
En 2011, Grundman dédie A Walk across Adolescence pour violon, violoncelle et piano au pianiste et compositeur ukrainien Nikolaï Kapoustine. La pièce est créée cette même année à Tolède, Jaén, Badajoz, Madrid et de nombreux autres endroits par Daniel del Pino, Roman Patocka et Jirí Bárta ou le Trío Arbós qui l'a récemment enregistrée pour Play it Again, dernier enregistrement du Trio Arbós.
En 2012, le Quatuor Brodsky avec la soprano Susana Cordon et le percussionniste Jaime Fernández Soriano enregistrent ses quatuors à cordes Surviving a Son's Suicide et God's Sketches.
En 2013, il revient à l'oratorio de chambre en latin avec son A Mortuis Resurgere: The Resurrection of Christ pour soprano et quatuor à cordes qui est interprété à plusieurs reprises cette année-là et de nouveau enregistré par le Quatuor Brodsky et Susana Cordón pour Chandos Records.

## Principales compositions
- 2003 : Adagio pour clarinette en si ♭, violoncelle et piano
- 2005 : Trio pour cordes no 3
- 2005 : Adagio pour flûte, violoncelle et piano
- 2006 : Largo pour violon et orchestre à cordes
- 2006 : Kyrie pour Chœur
- 2007 : Concerto Sentido pour violon, alto, violoncelle et orchestre à cordes. Dédié à Ara Malikian
- 2008 : Four Sad Seasons Over Madrid pour soprano, violon, piano et orchestre à cordes
- 2008 : What Inspires Poetry, sonate pour violon et piano. Dédié à Marjan Mozetich
- 2009 : Surviving a Son's Suicide. Quatuor à cordes
- 2011 : Warhol in Springtime. Sonate pour flûte et piano. Dédié à Nikolai Kapustin
- 2011 : A Walk across Adolescence, trio avec piano. Dédié à Nikolai Kapustin
- 2011 : God's Sketches pour quatuor à cordes, soprano et mailloches. Dédié à Susana Cordón
- 2012 : On Blondes and Detectives. Cliché Music pour quatuor à cordes. Dédié au Quatuor Brodsky
- 2012 : Piano Quintet: The Toughest Decission of God. Dédié à Daniel del Pino
- 2013 : A Mortuis Resurgere: The Resurrection of Christ pour soprano et quatuor à cordes

## Prix
La musique de Jorge Grundman a été récompensée ou nommée à de nombreuses occasions. Grundman a remporté des prix tels que le Prix Narcissus des États-Unis en 2005 et la nomination au prix NAR de 2004 en tant que Best Contemporary Instrumental Album pour sa pièce We are the forthcoming past, take care of it. Il a aussi reçu le prix de la meilleure composition instrumentale aux 12e Independent Music Awards (en) pour son quatuor à cordes On Blondes and Detectives dédié au Quatuor Brodsky. En plus et pour la première fois dans l'histoire d'un concours international de composition vieux de 13 ans, un compositeur espagnol, Jorge Grundman, accède à la première place dans cette catégorie et ramène en Espagne la prestigieuse récompense en musique instrumentale pour son quatuor à cordes On Blondes And Detectives. Grundman est aussi le premier compositeur espagnol à recevoir deux prix du Boston Metro Opera (en). Son monodrame Four Sad Seasons Over Madrid pour soprano, violon, piano et orchestre à cordes est couronné en 2014 du BMO Concert Award et son monodrame God's Sketches pour quatuor à cordes, soprano et mailloches reçoit le BMO Director's Choice Award. Par ailleurs, beaucoup de ses compositions ont été nommées directement ou incluses dans des albums de nomination d'attribution, comme en 2013 la nomination de récompense comme meilleur album classique pour God's Sketches interprété par le Quatuor Brodsky, Susana Cordón et Jaime Fernández Soriano aux 5e Spanish Independent Music Awards. En 2012, l'album qui comprend son trio avec piano A Walk across Adolescence, Play It Again, interprété par le Trio Arbos est nommé meilleur album classique aux 4e Spanish Music Awards. En 2010, l'album No Seasons interprété par Ara Malikian, Daniel del Pino et Susana Cordon, qui inclut le monodrame écrit par Grundman Four Sad Seasons Over Madrid pour soprano, violon, piano et orchestre à cordes est nommé dans la catégorie meilleurs interprètes classiques aux Spanish Music Awards. En 2008, l'album Meeting with a friend interprété par Ara Malikian qui comprend son Concerto Sentido pour violon, alto, violoncelle et orchestre à cordes est aussi nommé dans la catégorie meilleurs interprètes classiques aux Spanish Music Awards.